# Sân bay Kitale
Sân bay Kitale (IATA: KTL, ICAO: HKKT) là một sân bay ở Kitale, Kenya.

## Hãng hàng không và điểm đến
| Hãng hàng không | Các điểm đến                            |
| --------------- | --------------------------------------- |
| Fly540          | Theo mùa: Lodwar, Nairobi-Jomo Kenyatta |
| Fly-SAX         | Nairobi–Wilson                          |
| Safarilink      | Nairobi–Wilson                          |